# 이머전시 콜 앰뷸런스
《이머전시 콜 엠뷸런스》(Emergency Call Ambulance, 일본 내수명: 구급차(救急車))는 세가가 만들어 1999년 10월에 출시한 구급차 운전 시뮬레이션 게임이다. 이 게임은 1인용이며, 게임 기계에 장착되어 있는 운전대, 변속기, 가속 페달과 감속 페달을 이용한다. 또한 이 게임은 세가의 다른 경주 게임과는 달리, 충돌하지 않고 똑바로 운전해서 재빨리 병원으로 후송해야 한다. 만약에 충돌을 일으킬 경우 오히려 환자의 생명을 앗아가거나 잃을 수도(또는 사망 할 수도) 있다. 자동 변속기와 수동 변속기 중 한 가지를 선택하여 진행한다. 시스템 기판은 Model 3.

## 사례
이 게임의 사례는 4가지가 포함되어 있다. 따라서 4명의 부상자를 재빨리 병원으로 후송해야 한다. 시카고를 배경으로 한다.

### 1번째 사례
1번째 부상자는 잭이었으며, 달마티안을 키운 10살 소년이다. 카막 스트리트에서 그의 부모님이 스테이션 왜건을 몰고 가다 갑자기 트레일러 유조차 사고가 일어나서 피하려고 했지만, 결국 차가 날아가 전복되면서 교통 사고를 당한다. 다행히 달마티안은 멀쩡했고 부모님은 약간의 부상에 그쳤긴 했지만, 잭은 심각한 부상으로 인해 그를 구조한 달마티안과 함께 병원으로 가게 된다.

### 2번째 사례
2번째 부상자는 시카고 경찰관인 35살 에드워드였다. 그는 동료와 함께 폭력단(야쿠자를 닮았다.)을 체포하거나 사살하려고 추격진에 나서서 킹스버리 스트리트 카운티 센터 지하 주차장에 임무를 수행한다. 그러나 폭력단이 바주카로 택시를 폭파시키는 바람에 그 옆에 있던 두 경찰관은 재빨리 피하려다가 실패했다. 다행히 에드워드의 동료는 조금 다쳤긴 해도 멀쩡히 살아남았지만, 에드워드는 화상을 입어서 결국 동료와 함께 병원으로 가게된다.

### 3번째 사례
3번째 부상자는 임산부였던 23살 케이트였다. 그녀는 남편과 함께 워싱턴 스트리트의 플라밍고 호텔에서 잘 지내다가 갑자기 화재를 일으켜 소방관들이 화재 진압을 하게 된다. 호텔에 있던 사람들은 대피를 잘하였지만, 임신 때문에 케이트가 오히려 건강상태 더 나빠져서 결국 그녀는 병원으로 실려가게 된다. 또한 20명이 아직 호텔 안에 갇혀 있다는 보고가 들어왔다는 교신도 들린다. 여담으로, 도착 후에는 컷신 마지막에 아기가 우는 소리가 난다.

### 4번째이자 마지막 사례
4번째이자 마지막 부상자는 대통령인 48살 그레고리오 타바레스카이(비록 그는 러시아어 이름을 가지고 있지만 아시아인처럼 보인다.)였다. 그는 비행기에서 아내와 함께 행복한 시간을 보내다가 갑자기 1300피트 상공에서 비행기가 천둥 번개에 맞은 바람에 조종사는 비상 착륙을 시도하다가 결국 미시간호에 추락하였다. 다행히 그레고리오 타바레스카이의 아내는 살아남았지만, 그 대통령은 혼수상태에 빠졌다고 한다. 일단 구조되어 레이크사이드 대병원에서 응급 처치를 받았으나, 나머지 치료가 불가능 판정을 받으면서 결국 군대 병원으로 가게된다. 이 사례는 플레이 중에 싸이카와 검은 SUV가 따라오라는 것을 볼 수 있다. 또한 도착하면 군용 헬리콥터로 이동하여 군대 병원으로 가는 모습을 볼 수 있다.
이러한 모든 사례의 임무를 완료하면 해피엔딩이 나오는 것을 볼 수 있다. 이 엔딩은 '3개월 후'라고 적혀있으며, 크레고리오 타바레스카이 대통령이 구급차 남성 운전사와 여성 구조대원에게 훈장을 수여한다. 또한 병원에서 퇴원한 환자와 보호자들이 큰 박수를 친다. 게다가 임산부였던 케이트의 아기도 잠시 볼 수 있다. 그리고 상을 수여하는 것이 끝나면 사진이 나온다. 상을 수여한 후에 찍은 사진은 구급차 운전석에 놓아두고 두 구급대원들은 어디론가 떠나는 것으로 게임이 종료된다.